# Discinaceae
Discinaceae es una familia de hongos ascomicetos, cuyo miembro más conocido es el género Gyromitra. Originalmente descrita en 1961 por Erich Heinz Benedix, se considera como un clado propio a raíz de un estudio molecular de ADN ribosómico realizado en 1997 por el micólogo Kerry O'Donnell. A fecha de 2008, la familia se considera integrada por 5 géneros y 58 especies.

## Galería

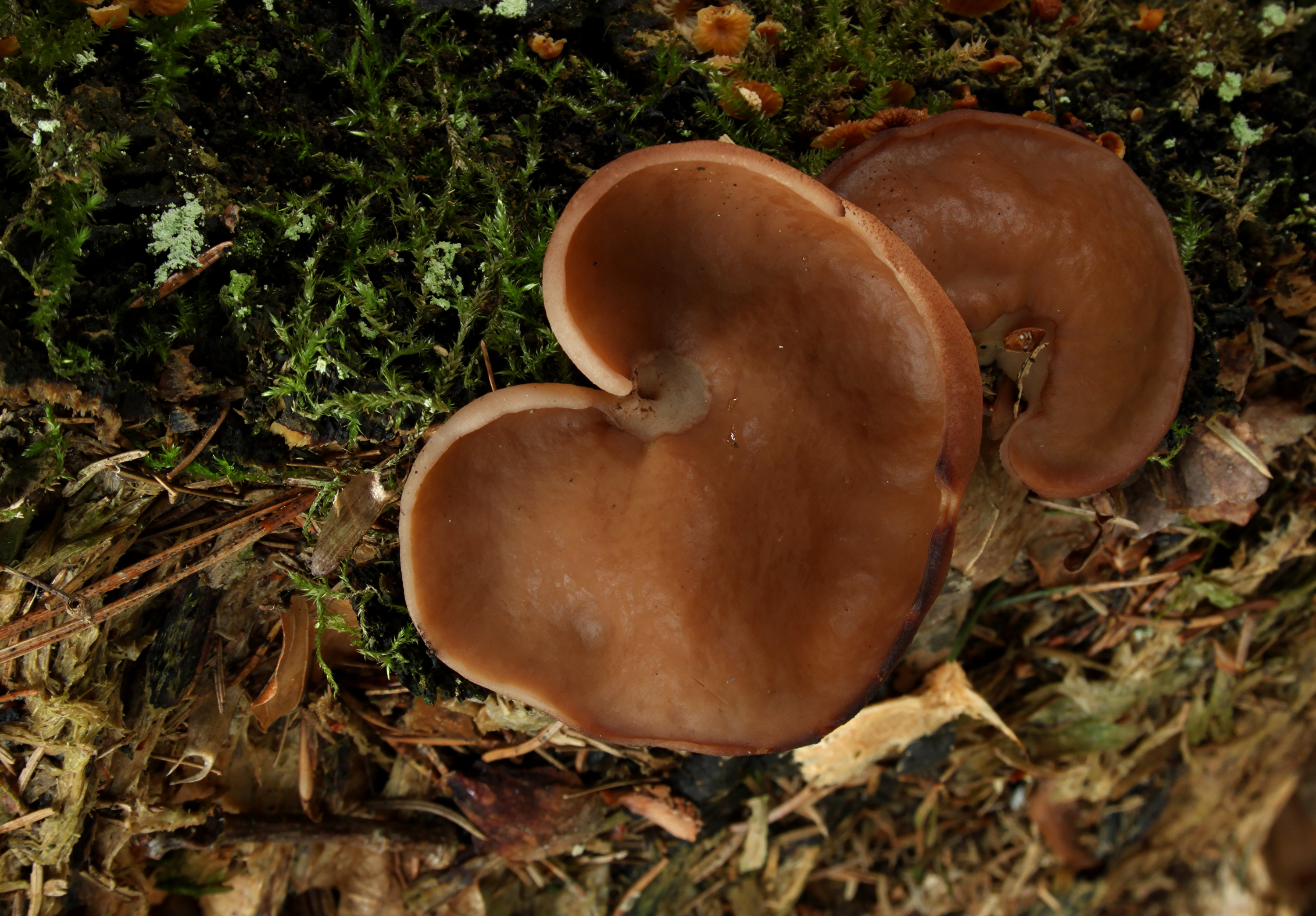
Discina ancilis
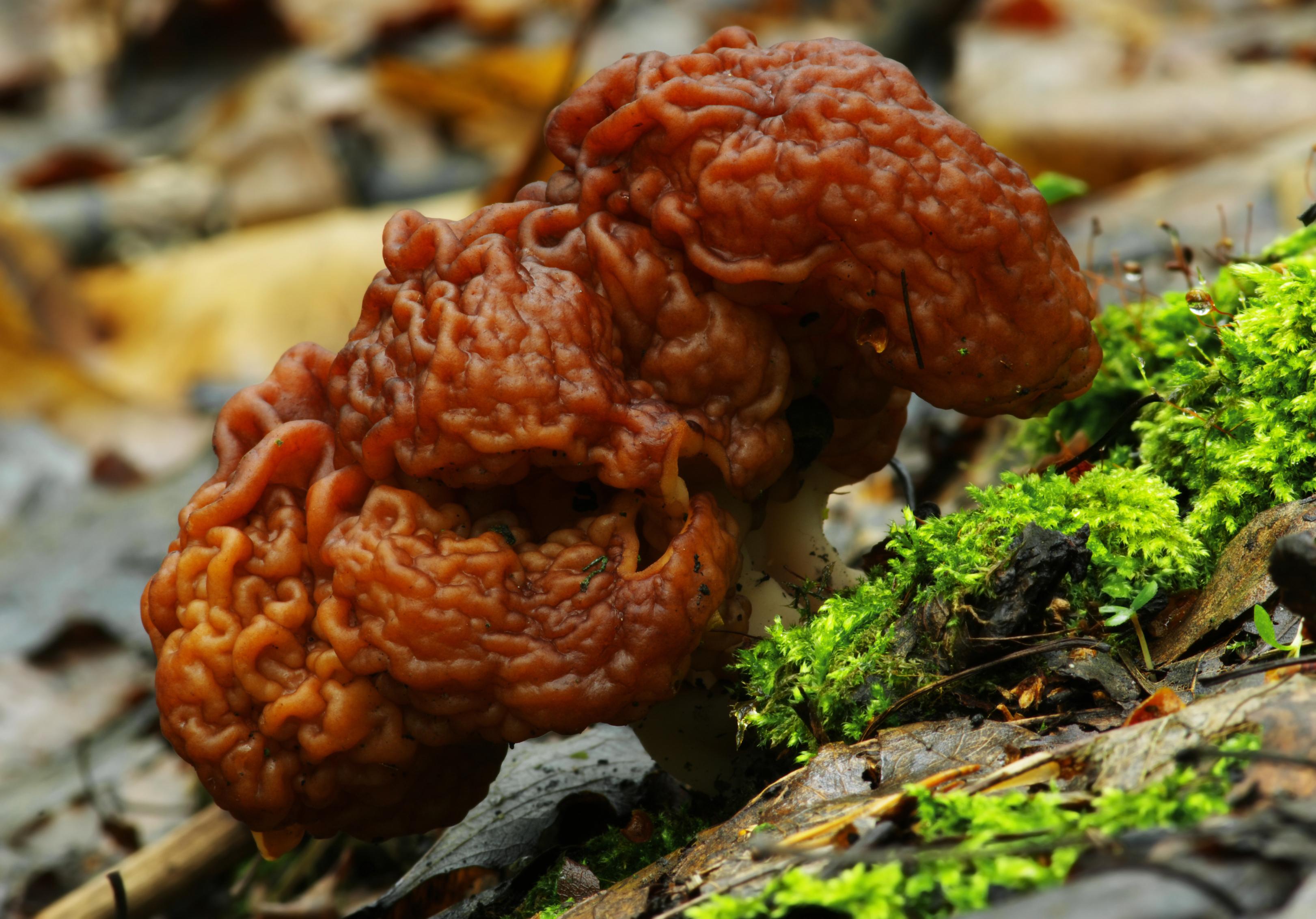
Gyromitra esculenta
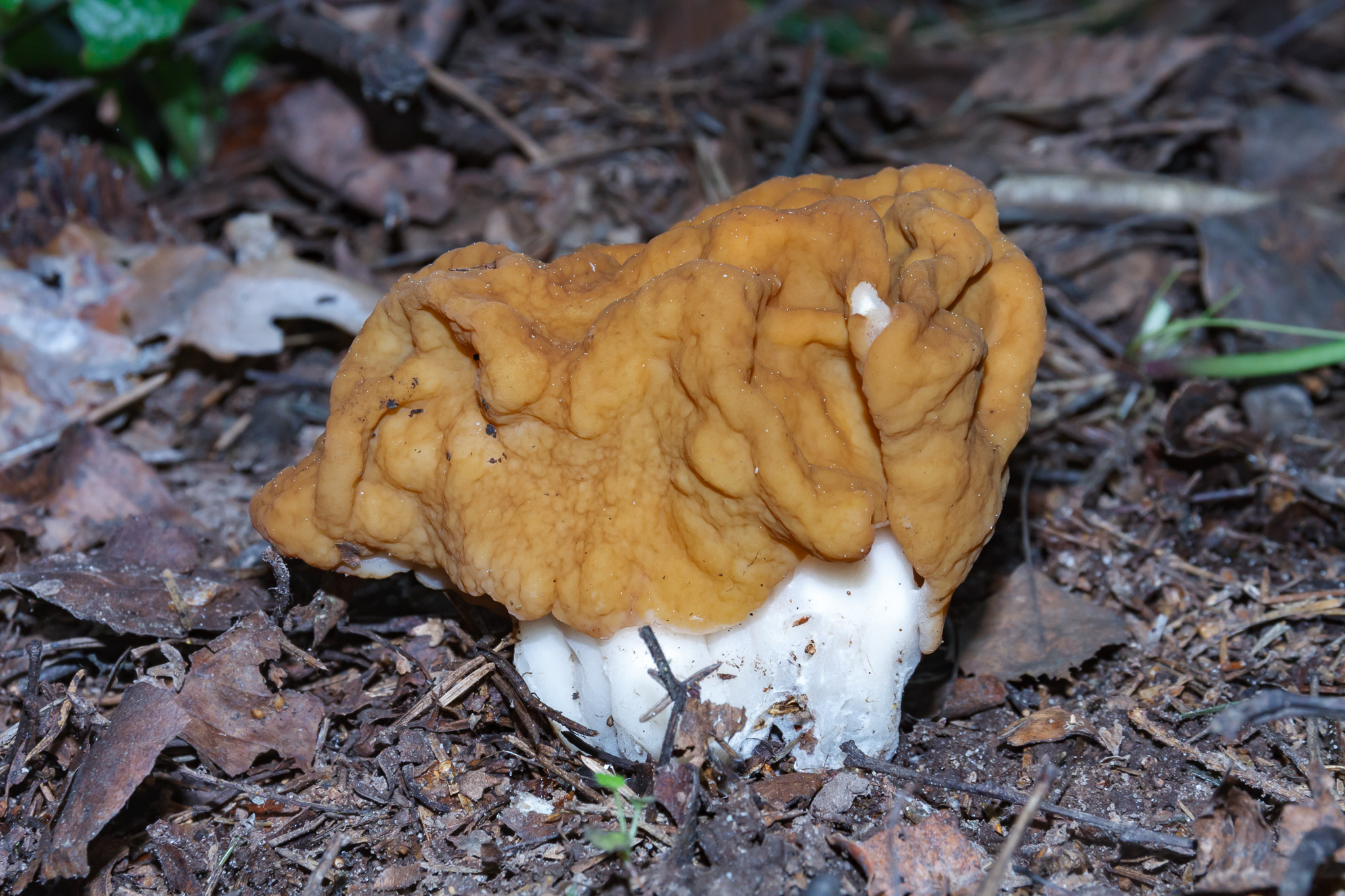
Gyromitra gigas
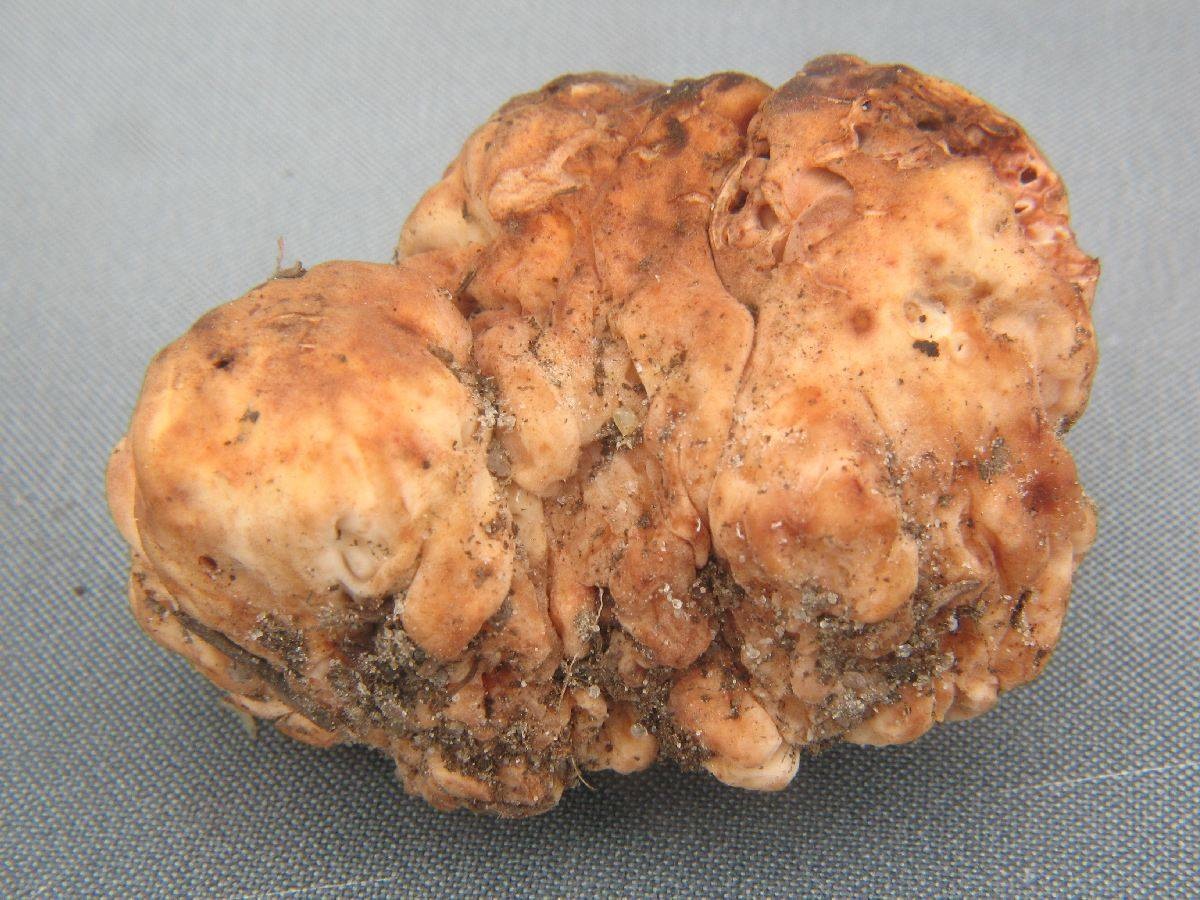
Hydnotrya tulasnei
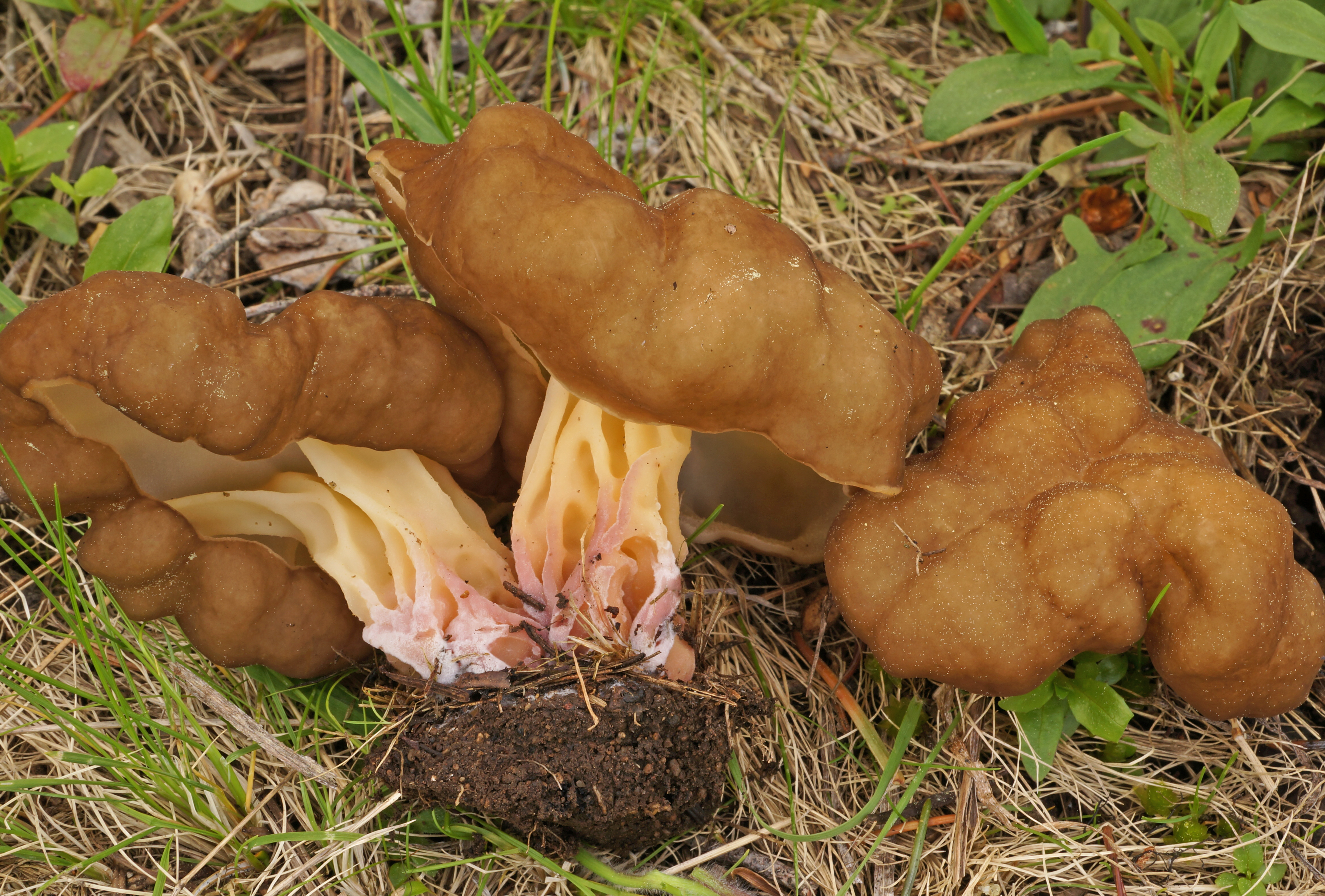
Pseudorhizina californica
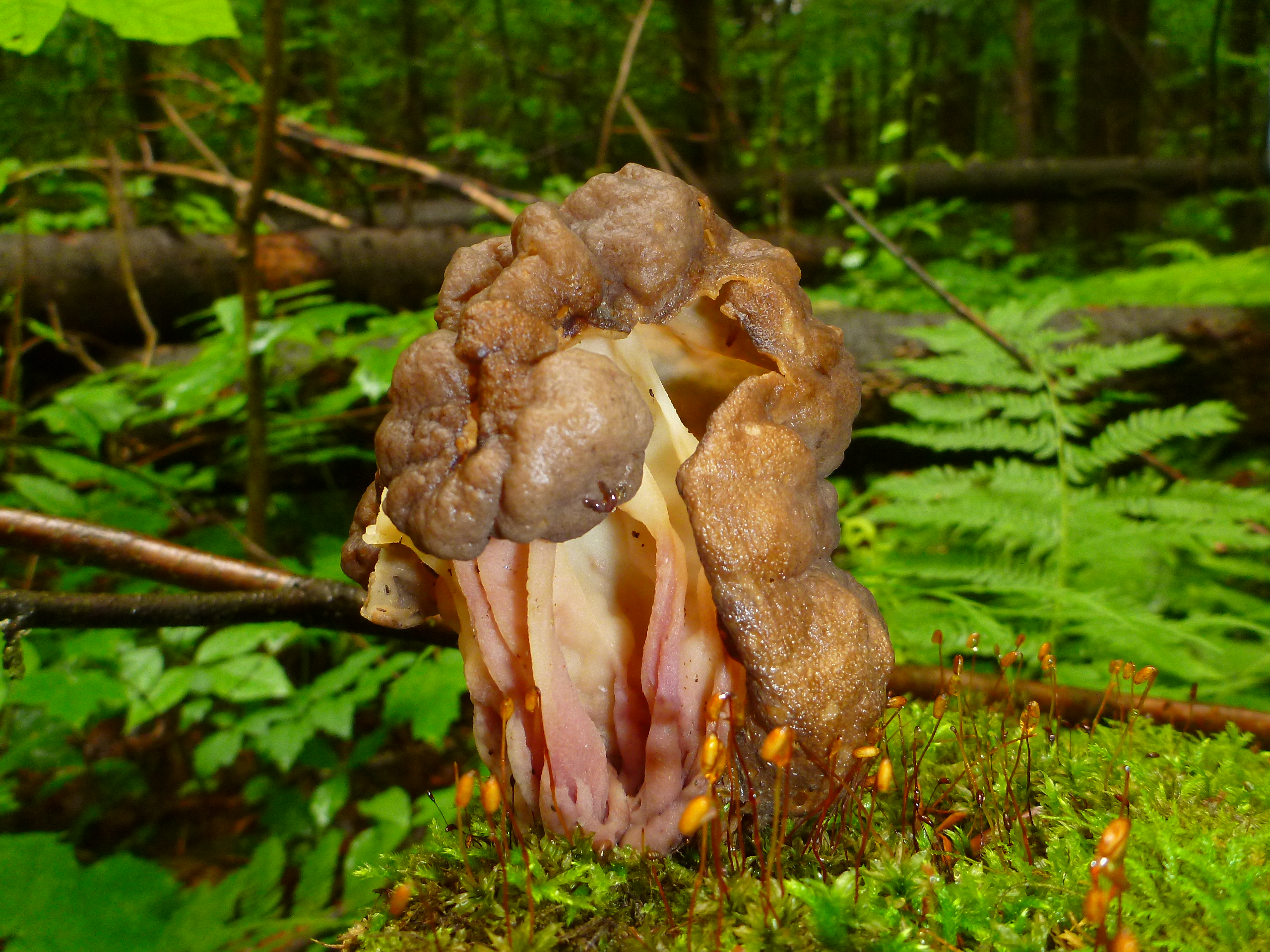
Pseudorhizina sphaerospora